# Draâ El Mizan
Draâ El Mizan (en árabe: ذراع الميزان‎) es un municipio (baladiyah) de la provincia o valiato de Tizi Ouzou en Argelia. En abril de 2008 tenía una población censada de 38 886 habitantes.
Se encuentra ubicado al norte del país, a poca distancia de la costa del mar Mediterráneo y al este de Argel.